# هندر (درميان)
هندر (بالفارسية: هندر) هي مستوطنة تقع في إيران في قسم درمیان الريفي.